# یواس‌اس دکر (دی‌ئی-۴۷)
یواس‌اس دکر (دی‌ئی-۴۷) (به انگلیسی: USS Decker (DE-47)) یک کشتی بود. این کشتی در سال ۱۹۴۲ ساخته شد.